# Адітья-L1

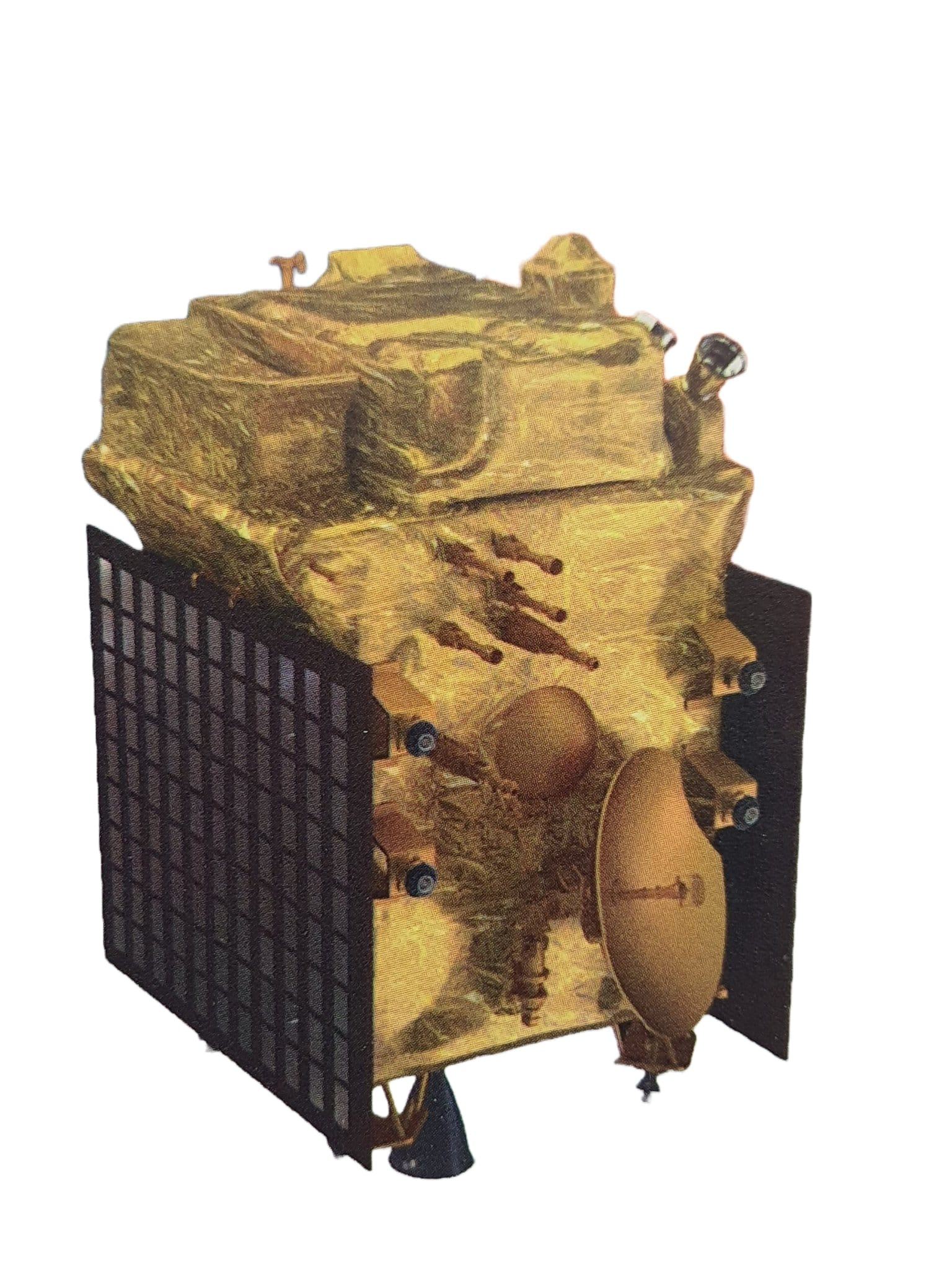
Адітья-L1 в складеній конфігурації

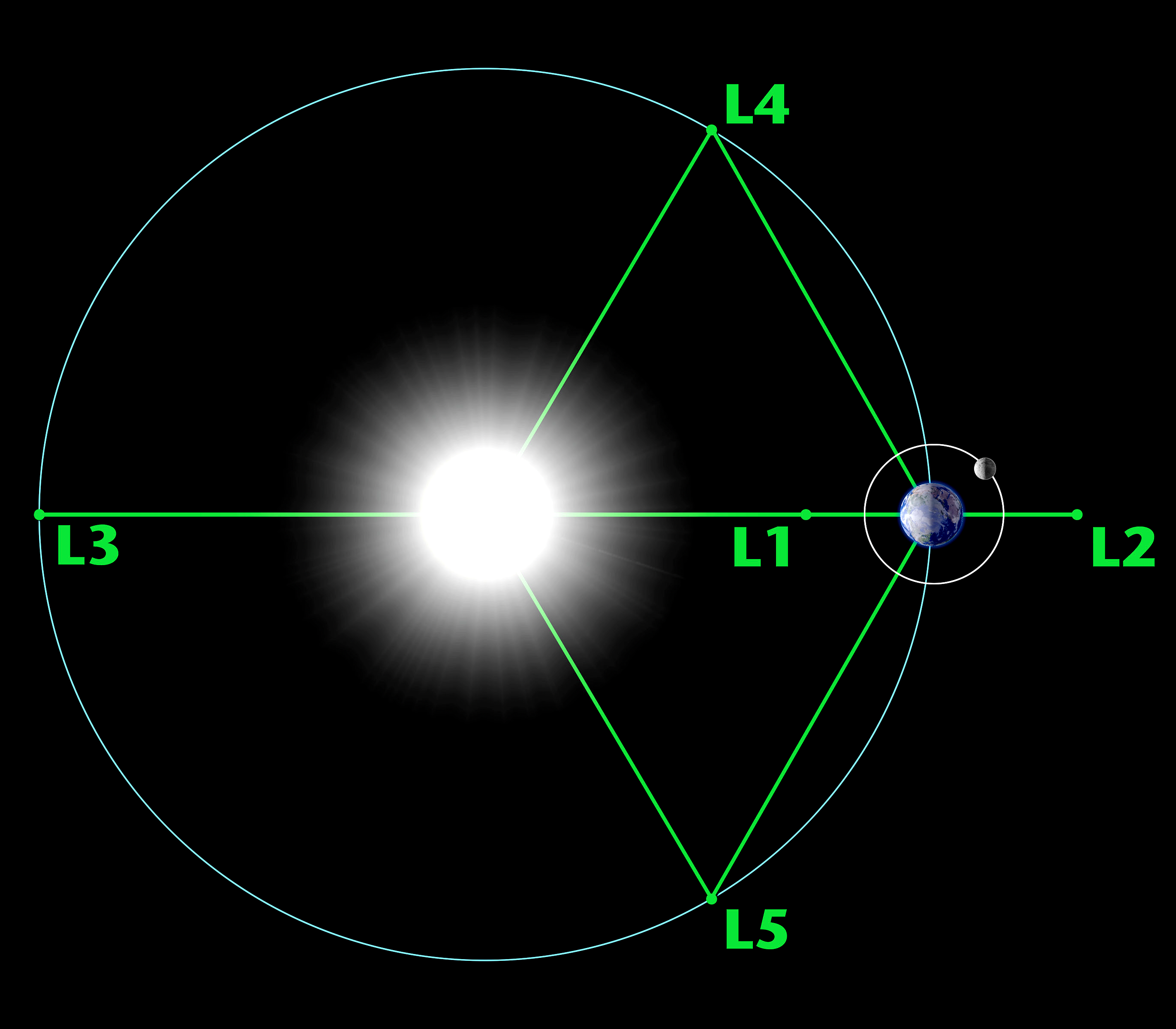
Точки Лагранжа в системі Сонце–Земля (не в масштабі). Невеликий об'єкт у будь-якій з п'яти точок зберігатиме своє положення відносно Сонця й Землі.

«Адітья-L1» (англ. Aditya-L1) — індійський космічний апарат, що містить коронограф для дослідження атмосфери Сонця. Був створений Індійською організацією космічних досліджень та іншими індійськими дослідницькими інститутами. Він буде розміщений на відстані приблизно 1,5 мільйона кілометрів від Землі на гало-орбіті навколо точки Лагранжа L1 між Землею та Сонцем, де він вивчатиме сонячну атмосферу, сонячні магнітні бурі та їхній вплив на навколоземне середовище. Назва місії походить від імені індійського бога Сонця та назви точки Лагранжа L1.
Це перша індійська місія, присвячена спостереженню за Сонцем. Вона була запущена ракетою-носієм PSLV-XL 2 вересня 2023 року, за десять днів після успішної посадки індійської місячної місії Чандраян-3.

## Цілі місії
Основними науковими цілями місії «Адітья-L1» є:
- Вивчення динаміки верхніх шарів атмосфери (хромосфери та корони) Сонця;
- Дослідження хромосферного та коронального нагріву, фізики частково іонізованої плазми, ініціації корональних викидів маси та спалахів;
- Спостереження за частинками та плазмовим середовищем для збору даних про динаміку частинок від Сонця;
- Фізика сонячної корони та механізм її нагрівання;
- Діагностика плазми в короні та корональних петлях, визначення її температури, швидкості, густини;
- Визначення послідовності процесів, які відбуваються в кількох шарах (від хромосфери до корони) і зрештою призводять до сонячних викидів.
- Топологія магнітного поля та вимірювання магнітного поля в сонячній короні;
- Походження, склад і динаміка сонячного вітру, рушійні сили космічної погоди[8].

## Історія
Концепція Адітья була запропонована 2008 року. Спочатку він планувався як невеликий 400-кілограмовий супутник низькій навколоземній орбіті (800 км) з коронографом для дослідження сонячної корони. На 2016—2017 фінансовий рік було виділено експериментальний бюджет у розмірі 3 крор (тобто 30 млн) рупій. Масштаби місії з часом було розширено до комплексної обсерваторії сонячного та космічного середовища, розміщеної в точці Лагранжа L1, тому місію було перейменовано на «Адітья-L1». Станом на липень 2019, вартість місії становила 78,53 крор рупій без урахування витрат на запуск.

## Огляд
Місія «Адітья-L1» потребуватиме приблизно 109 земних днів після запуску, щоб вийти на гало-орбіту навколо точки L1, на відстані приблизно 1 500 000 км від Землі. Космічний корабель залишатиметься на гало-орбіті протягом запланованої тривалості місії. Невелика кількість пального витрачатиметься на корекцію орбіти, надаючи станції додаткової швидкості 0,2–4 м/с на рік. 1,5-тонний супутник несе сім наукових приладів, які мають на меті дослідження сонячної атмосфери та навколоземного космічного середовища.
«Адітья-L1» забезпечуватиме спостереження за фотосферою, хромосферою та короною Сонця. Для магнітометра та інструментів з вивчення потоку сонячного вітру принциповим є розташування саме в точці L1, і вони не мали б сенсу в оригінальній концепції місії Адітья нанизькій навколоземній орбіті.
Однією з головних невирішених задач фізики Сонця є нагрів корони до температури понад 1 000 000 К, натомість як фотосфера має температуру лише 6 000 К. Крім того, не зрозуміло, як саме сонячне випромінювання впливає на динаміку земної атмосфери на короткому і довгому часовому масштабі. Місія отримає майже одночасні зображення різних шарів атмосфери Сонця, що дозволить отримати всебічне розуміння динамічних процесів на Сонці та вирішити деякі з невирішених проблеми геліофізики.

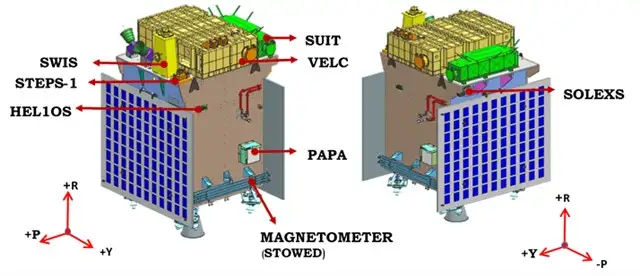
Інструменти Адітья-L1

## Корисне навантаження
Прилади «Адітья-L1» налаштовані на спостереження сонячної атмосфери, переважно хромосфери та корони, а також оточуючого середовища в точці L1. Всього на борту є сім корисних навантажень, чотири з яких здійснюють дистанційне зондування Сонця, а три — спостереження на місці. Наукові навантаження «Адітья-L1» були розроблені різними індійськими лабораторіями в тісній співпраці з різними центрами Індійської організації космічних досліджень (ISRO).
Корисне навантаження складається з наступних інструментів:
| ТИП                                  | Sl.№ | Корисне навантаження                                                                              | Призначення                                                      | Розробник                                                                        |
| ------------------------------------ | ---- | ------------------------------------------------------------------------------------------------- | ---------------------------------------------------------------- | -------------------------------------------------------------------------------- |
| Інструменти дистанційного зондування | 1    | Коронограф видимих емісійних ліній (Visible Emission Line Coronagraph, VELC)                      | Фотографування та спектроскопія корони                           | Індійський інститут астрофізики, Бенгалуру                                       |
| Інструменти дистанційного зондування | 2    | Сонячний ультрафіолетовий телескоп (Solar Ultraviolet Imaging Telescope, SUIT)                    | Ввузько- та широкосмугове фотографування фотосфери та хромосфери | Міжуніверситетський центр астрономії та астрофізики, Пуне                        |
| Інструменти дистанційного зондування | 3    | Сонячний рентгенівський спектрометр низької енергії (Solar Low Energy X-ray Spectrometer, SoLEXS) | М'який рентгенівський спектрометр                                | Супутниковий центр У. Р. Рао, Бенгалуру                                          |
| Інструменти дистанційного зондування | 4    | Рентгенівський спектрометр високої енергії для орбіти L1 (High Energy L1 Orbiting X-ray, HEL1OS)  | Жорсткий рентгенівський спектрометр                              | Супутниковий центр У. Р. Рао, Бенгалуру                                          |
| Інструменти для вимірювань на місці  | 5    | Експеримент частинок сонячного вітру Адітья (Aditya Solar wind Particle Experiment, ASPEX)        | Аналізатор протонів та важких іонів сонячного вітру              | Лабораторія фізичних досліджень, Ахмадабад                                       |
| Інструменти для вимірювань на місці  | 6    | Комплект аналізатора плазми для Адітья (Plasma Analyser Package For Aditya, PAPA)                 | Аналізатор електронів та важких іонів сонячного вітру            | Лабораторія космічної фізики, Космічний центр Вікрама Сарабхая, Тіруванантапурам |
| Інструменти для вимірювань на місці  | 7    | Удосконалені триосьові цифрові магнітометри високої роздільної здатності                          | Вимірювання магнітного поля (Bx, By і Bz) in situ                | Лабораторія електрооптичних систем, Бенгалуру                                    |

## Значення та потенційні відкриття

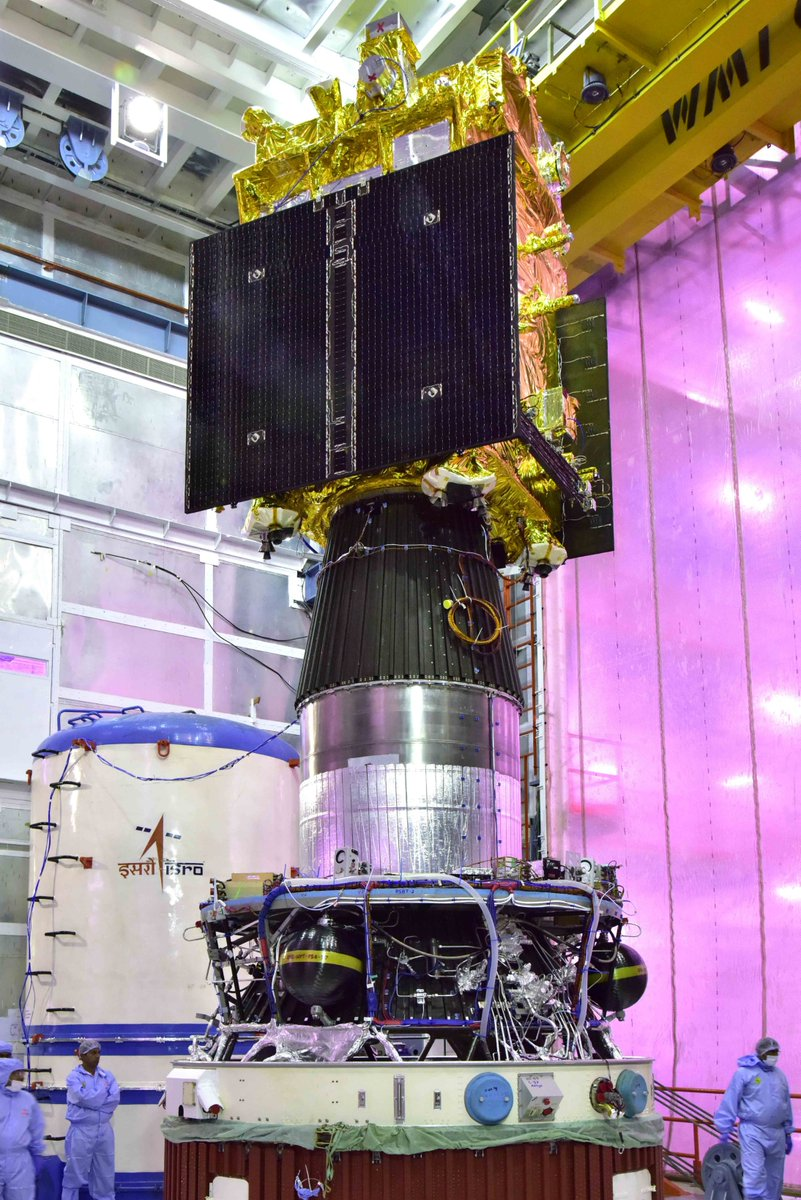
Адітья-L1 перед запуском

Місія Aditya-L1 обіцяє значно покращити наше розуміння поведінки Сонця та його взаємодії із Землею та космічним середовищем. Заплановані спостереження та збір даних у рамках цієї місії можуть призвести до кількох новаторських відкриттів і ідей у галузі фізики Сонця:
1. Механізм коронального нагрівання[18]. Однією з головних загадок у фізиці Сонця є проблема коронального нагрівання — чому корона Сонця набагато гарячіша за його поверхню. Інструменти Aditya-L1, зокрема Solar Ultraviolet Imaging Telescope (SUIT) і Visible Emission Line Coronagraph (VELC), дозволять детально вивчати динаміку та склад корони. Досліджуючи поведінку корони, вчені сподіваються розгадати механізми, відповідальні за нагрівання цього зовнішнього шару Сонця.
2. Прогнозування космічної погоди[19]. Розуміння поведінки Сонця має вирішальне значення для прогнозування подій космічної погоди, які можуть мати значний вплив на технології та інфраструктуру Землі. Дані місії допоможуть зрозуміти процеси, які призводять до сонячних спалахів, викидів корональної маси та подій сонячних енергетичних частинок. Ці відомості можуть сприяти точнішому прогнозуванню явищ космічної погоди та їх потенційного впливу на системи зв'язку, супутники та електромережі.
3. Дослідження сонячного вітру та магнітного поля. Інструменти Aditya-L1, такі як Aditya Solar wind Particle Experiment (ASPEX) і магнітометр, дадуть комплексне розуміння властивостей сонячного вітру та міжпланетного магнітного поля. Ці дані допоможуть уточнити моделі поведінки сонячного вітру та його взаємодії з магнітосферою Землі.
4. Розуміння клімату Землі. Сонячна активність на великих часових проміжках може впливати на клімат Землі. Спостереження Aditya-L1 за сонячним випромінюванням в близькому ультрафіолетовому діапазоні і його впливом на верхні шари атмосфери Землі можуть сприяти розумінню того, як змінність Сонця може впливати на кліматичні моделі Землі. Це може надати цінну інформацію для дослідників клімату, які прагнуть розрізнити природні та антропогенні фактори, що спричиняють зміну клімату.
5. Комплексна візуалізація сонячної атмосфери. Набір інструментів на Aditya-L1 забезпечить спостереження всієї атмосфери Сонця, від фотосфери до корони, на різних довжинах хвиль. Ці одночасні спостереження дозволять простежити потік енергії та матерії між різними шарами атмосфери, пропонуючи розуміння складних процесів, які керують поведінкою Сонця.
6. Походження та динаміка корональних викидів маси. Корональні викиди маси є потужними та потенційно руйнівними сонячними подіями. Спостереження Aditya-L1 щодо їх виникнення та еволюції сприятимуть нашому розумінню їхнього походження та поведінки, що потенційно призведе до вдосконалених моделей для прогнозування їх виникнення та наслідків.

## Запуск
Запуск місії Aditya-L1 успішно відбувся 2 вересня 2023 року, об 11:50 IST, з пускового майданчика Космодрому імені Сатіша Дгавана поблизу Мадрасу в південному штаті Андгра-Прадеш (Індія). Приблизно о 12:54 IST, тобто через 63 хвилин після старту, ракета-носій PSLV-XL вивела Aditya-L1 на низьку навколоземну орбіту.
Перше прискорення на навколоземній орбіті заплановане на 3 вересня, приблизно об 11:45 IST. Після серії маневрів, Aditya-L1 попрямує до точки базування.

## Хід місії
30 вересня 2023 року, згідно заяви ISRO, космічний корабель «Адітья-L1» вийшов зі сфери гравітаційного впливу Землі та вирушив до точки Лангранжа L1 системи Сонце-Земля.
6 січня 2024 року, як повідомила Індійська організація космічних досліджень (ISRO), космічний апарат «Адітья-L1» було успішно виведено на гало-орбіту в районі точки Лагранжа L1 - за 1,5 млн км від Землі.